# ローランド・ブラックマン
ローランド・アントニオ・ブラックマン (Rolando Antonio Blackman, 1959年2月26日 - ) は、パナマ出身の元プロバスケットボール選手、指導者。身長198cm、体重86kg。ポジションはシューティングガード。NBAのダラス・マーベリックスで活躍し、オールスターに4度出場した。

## 経歴

### 大学時代
ブラックマンはパナマシティで生れ、8歳の時にニューヨーク州ブルックリンに移住した。進学したカンザス州立大学では学校史上3位の通算1,844得点を記録し、カンファレンス年間最優秀選手に選ばれた。4年次にはチームをNCAAトーナメントベスト8に導いている。また、1980年にはモスクワ五輪アメリカ代表に選ばれたが、アメリカのボイコットにより出場できなかった。
ブラックマンは2015年にカレッジバスケットボール殿堂入りを果たし、背番号『25』はカンザス州立大学の永久欠番に指定されている。

### プロキャリア
1981年、ブラックマンはNBAドラフト全体9位でダラス・マーベリックスに入団し、パナマ出身者で初のNBA選手となった。2年目から先発に定着し、3年目の1983-84シーズンに自己最高の平均22.4得点を記録した。この年マーベリックスは43勝39敗で球団史上初のプレーオフ進出を果たした。翌1984-85シーズン、ブラックマンは初めてオールスターに選ばれ、この年から3年連続で出場した。1987年のオールスターゲームでは試合をオーバータイムに持ち込むフリースローを決めるなど29得点の大活躍を見せた。
1980年代後半、ブラックマンやマーク・アグワイア、デレック・ハーパーらを擁したマーベリックスはリーグ屈指の強豪に成長し、1987年から2年連続でシーズン50勝を達成した。特に1988年のプレーオフではチーム史上初のカンファレンス決勝を果たし、前年王者のロサンゼルス・レイカーズを第7戦まで追い詰めたが敗退した。この年を境にマーベリックスは低迷期に突入するが、ブラックマンはその後もチームの中心として活躍を続けた。1989-90シーズンには平均19.4得点で自身4度目のオールスターに選ばれた。
1992年、ブラックマンはデビュー以来11年間を過ごしたマーベリックスを去ってニューヨーク・ニックスに移籍した。ニックスでは主にシックスマンとしてプレーした。1993年プレーオフのカンファレンス準決勝第4戦では残り5秒で決勝シュートを沈め、チームのカンファレンス決勝進出に貢献した。翌1993-94シーズンにニックスはファイナルに進出したが、ブラックマンの出場機会はなかった。シーズン終了後、35歳となっていたブラックマンはチームを解雇され、NBAキャリアに幕を下ろした。
NBAでの成績は、980試合の出場で通算17,623得点2,981アシスト（平均18.0得点3.0アシスト）であった。マーベリックスで記録した通算16,643得点はダーク・ノヴィツキーに次ぐ球団史上2位の数字である。その他、出場試合・リバウンド・アシスト・スティール等多くのカテゴリで球団史上トップ10にランクされている。
NBAを離れた後、ブラックマンはヨーロッパに渡り、ギリシャやイタリアのプロリーグでプレーを続けた。1996年にはイタリアのセリエAでリーグ優勝を果たしている。38歳となった1997年に現役を引退した。
2000年、ブラックマンの背番号『22』がマーベリックスの永久欠番に指定された。

### 引退後
ブラックマンは2000年から2006年まで古巣マーベリックスのアシスタントコーチを務め、テレビ解説者としても活動した。また、2001年にはドイツ代表のアシスタントコーチに就任し、翌2002年のバスケットボール世界選手権で銅メダルを獲得している。
ブラックマンは現在ダラスに居住し、恵まれない子供たちを支援する財団の理事を務めている。

## 個人成績
| *    | リーグ1位    |
| 太字 | キャリアハイ |

### レギュラーシーズン
| Season   | Team     | GP  | GS  | MPG  | FG%  | 3P%  | FT%  | RPG | APG | SPG | BPG | PPG  |
| -------- | -------- | --- | --- | ---- | ---- | ---- | ---- | --- | --- | --- | --- | ---- |
| 1981–82  | DAL      | 82  | 16  | 24.1 | .513 | .250 | .768 | 3.1 | 1.3 | 0.6 | 0.4 | 13.3 |
| 1982–83  | DAL      | 75  | 62  | 31.3 | .492 | .200 | .780 | 3.9 | 2.5 | 0.5 | 0.4 | 17.7 |
| 1983–84  | DAL      | 81  | 81  | 37.3 | .546 | .091 | .812 | 4.6 | 3.6 | 0.7 | 0.5 | 22.4 |
| 1984–85  | DAL      | 81  | 80  | 35.0 | .508 | .300 | .828 | 3.7 | 3.6 | 0.8 | 0.2 | 19.7 |
| 1985–86  | DAL      | 82  | 81  | 34.0 | .514 | .138 | .836 | 3.5 | 3.3 | 1.0 | 0.3 | 21.5 |
| 1986–87  | DAL      | 80  | 80  | 34.5 | .495 | .333 | .884 | 3.5 | 3.3 | 0.8 | 0.3 | 21.0 |
| 1987–88  | DAL      | 71  | 69  | 36.3 | .473 | .000 | .873 | 3.5 | 3.7 | 0.9 | 0.3 | 18.7 |
| 1988–89  | DAL      | 78  | 78  | 37.8 | .476 | .353 | .854 | 3.5 | 3.7 | 0.8 | 0.3 | 19.7 |
| 1989–90  | DAL      | 80  | 80  | 36.7 | .498 | .302 | .844 | 3.5 | 3.6 | 1.0 | 0.3 | 19.4 |
| 1990–91  | DAL      | 80  | 80  | 37.1 | .482 | .351 | .865 | 3.2 | 3.8 | 0.9 | 0.2 | 19.9 |
| 1991–92  | DAL      | 75  | 74  | 33.7 | .461 | .385 | .898 | 3.2 | 2.7 | 0.7 | 0.3 | 18.3 |
| 1992–93  | NYK      | 60  | 33  | 23.9 | .443 | .425 | .789 | 1.7 | 2.6 | 0.4 | 0.2 | 9.7  |
| 1993–94  | NYK      | 55  | 1   | 17.6 | .436 | .357 | .906 | 1.7 | 1.4 | 0.5 | 0.1 | 7.3  |
| Career   | Career   | 980 | 815 | 32.7 | .493 | .343 | .840 | 3.3 | 3.0 | 0.7 | 0.3 | 18.0 |
| All-Star | All-Star | 4   | 0   | 22.0 | .592 | –    | .813 | 3.3 | 3.3 | 1.3 | 0.5 | 17.8 |

### プレーオフ
| Year   | Team   | GP | GS | MPG  | FG%  | 3P%  | FT%    | RPG | APG | SPG | BPG | PPG   |
| ------ | ------ | -- | -- | ---- | ---- | ---- | ------ | --- | --- | --- | --- | ----- |
| 1984   | DAL    | 10 | –  | 39.7 | .531 | –    | .841   | 4.1 | 4.0 | 0.6 | 0.4 | 23.9  |
| 1985   | DAL    | 4  | 4  | 42.3 | .511 | .500 | .947   | 6.5 | 4.8 | 0.5 | 0.5 | 32.8* |
| 1986   | DAL    | 10 | 10 | 37.1 | .497 | .000 | .792   | 3.5 | 3.2 | 0.8 | 0.1 | 20.8  |
| 1987   | DAL    | 4  | 4  | 38.3 | .493 | .000 | .917   | 3.5 | 4.3 | 0.5 | 0.0 | 23.5  |
| 1988   | DAL    | 17 | 17 | 39.5 | .483 | .000 | .887   | 3.2 | 4.5 | 0.9 | 0.2 | 18.1  |
| 1990   | DAL    | 3  | 3  | 42.3 | .444 | .400 | 1.000* | 3.0 | 4.3 | 2.0 | 0.7 | 20.0  |
| 1993   | NYK    | 15 | 0  | 14.3 | .344 | .267 | .833   | 1.1 | 1.1 | 0.2 | 0.1 | 4.2   |
| 1994   | NYK    | 6  | 0  | 5.7  | .273 | .500 | –      | 0.5 | 0.5 | 0.0 | 0.0 | 1.3   |
| Career | Career | 69 | 38 | 31.0 | .484 | .290 | .869   | 2.9 | 3.1 | 0.6 | 0.2 | 16.1  |